# Смирнов, Александр Васильевич (певец)
Алекса́ндр Васи́льевич Смирно́в (12(24).8.1870, Кронштадт — 1942) — известный оперный певец, баритон. Заслуженный артист Республики (1921).

## Биография
Родился в семье врача.
В 1888—1890 годах учился в морском училище, затем перешёл во 2-е военное Константиновское училище, по окончании служил офицером лейб-гвардии Московского полка.
Покинув военную службу, в 1892—1896 годах обучался пению у И. П. Прянишникова, с 1898 года — в Петербурнской консерватории, и в 1897 году (по другим источникам в 1896) дебютировал в Мариинском театре в партиях Вольфрама в «Тангейзере» Р. Вагнера и Валентина в «Фаусте» Ш. Гуно (в 1896—1924 годах солист Мариинского театра); затем выступал в «Травиате», «Манон», «Евгении Онегине», «Аиде», «Африканке», «Корделии», «Пиковой даме», «Паяцах» и пр., пользуясь неизменным успехом. В мае 1900 года гастролировал с большим успехом на пражской национальной сцене. Репертуар певца включал 74 партии.
Первый исполнитель сольной партии в кантате «Весна» С. Рахманинова (Москва 11 марта 1902, п/у А. Зилоти, Большой зал Благородного собрания). В репертуаре — много романсов известных композиторов: М. Глинки, А. Даргомыжского, П. Чайковского, А. Рубинштейна и других композиторов.
С 1933 года состоял в концертной бригаде при ВТО.
Записывался на грампластинки (28 произведений) в Петербурге («Граммофон», 1901; «Лирофон», 1904; «Пате», 1908; РАОГ, 1912).
Преподавал вокал на курсах командного состава флота, в петроградском музыкальном техникуме, в 1923—1929 годах — в Петрограде (Ленинграде) в консерватории. Среди учеников — Н. Бутягин.